# NGC 5189
NGC 5189, Спиральная Планетарная Туманность (другие обозначения — IC 4274, AM 1329—654, PK 307-3.1, ESO 96-PN16) — планетарная туманность в созвездии Муха.
Этот объект входит в число перечисленных в оригинальной редакции Нового общего каталога.
Имеет довольно необычную симметричную структуру с газовым кольцом в центре. Благодаря этому напоминает букву S, при наблюдении в небольшие телескопы может быть принята за спиральную галактику. Находится на расстоянии 3000 св. лет от Земли.